# Carlota Amália da Dinamarca
Carlota Amália da Dinamarca (dinamarquês: Charlotte Amalie; 6 de outubro de 1706 - 28 de novembro de 1782) foi uma princesa dinamarquesa, filha do rei Frederico IV.

## Família
Carlota Amália era a filha mais nova do rei Frederico IV da Dinamarca e da sua primeira esposa, a duquesa Luísa de Mecklemburgo-Güstrow. Entre os seus irmãos estava o rei Cristiano VI da Dinamarca. Os seus avós paternos eram o rei Cristiano V da Dinamarca e a condessa Carlota Amália de Hesse-Cassel. Os seus avós maternos eram o duque Gustavo Adolfo de Mecklemburgo-Güstrow e a duquesa Madalena Sibila de Holstein-Gottorp.

## Vida
Carlota nunca se casou e passou toda a sua vida na Dinamarca onde tinha uma vida activa na corte. Ao contrário do seu irmão e da cunhada, tinha uma boa relação com a sua madrasta, Ana Sofia Reventlow com quem passava muito tempo e tentou impedir que houvesse mais hostilidade contra ela quando Raventlow se tornou rainha em 1721. A 8 de abril de 1771, recebeu ordens para deixar a corte e passou o resto da vida a viver com a rainha-viúva Juliana Maria, algo que fez com que continuasse a passar muito tempo na corte apesar do que tinha acontecido. Como tinha preferência por perucas negras e exigia que toda a sua comitiva as usasse, a sua corte era conhecida pela "corte das perucas negras". Em 1778, foi dito que deixou de aparecer em publico por ter enlouquecido.
O Palácio de Charlottenlund, onde a princesa passava os seus verões, foi construído entre 1731 e 1733 e recebeu o nome em sua honra. É conhecida por ter sido mecenas da escritora Charlotte Baden, que era sobrinha de Ana Sofia von den Osten, uma das suas primeiras damas-de-companhia e tinha crescido na corte onde recebeu uma excelente educação e um rendimento. No seu testamento, Carlota deixou fundos para a criação de uma fundação para beneficiar raparigas pobres de todas as classes sociais.